# Schwarzenborn (Eifel)
Schwarzenborn település Németországban, Rajna-vidék-Pfalz tartományban. Lakosainak száma 57 fő (2023. december 31.).

## Népesség
A település népességének változása:
| Lakosok száma | 53   | 52   | 52   | 54   | 56   | 57   |
|               | 1975 | 2017 | 2019 | 2021 | 2022 | 2023 |